# Salzuit
Salzuit (okzitanisch gleichlautend) ist eine französische Gemeinde mit 333 Einwohnern (Stand: 1. Januar 2022) liegt im Département Haute-Loire in der Region Auvergne-Rhône-Alpes (vor 2016 Auvergne). Sie gehört zum Arrondissement Brioude und zum Kanton Pays de Lafayette. 

## Geographie
Salzuit liegt etwa 35 Kilometer nordwestlich von Le Puy-en-Velay. An der östlichen Gemeindegrenze verläuft die Senouire sowie ihr Zufluss Lidenne.
Umgeben wird Salzuit von den Nachbargemeinden La Chomette im Norden und Nordwesten, Paulhaguet im Osten und Nordosten, Couteuges im Süden sowie Saint-Privat-du-Dragon im Westen und Südwesten.
Durch die Gemeinde führt die Route nationale 102.

## Bevölkerungsentwicklung
| Jahr                       | 1962 | 1968 | 1975 | 1982 | 1990 | 1999 | 2006 | 2011 | 2017 |
| Einwohner                  | 319  | 296  | 301  | 331  | 354  | 341  | 352  | 362  | 362  |
| Quellen: Cassini und INSEE |      |      |      |      |      |      |      |      |      |

## Sehenswürdigkeiten
- Kapelle Notre-Dame-des-Grâces